# Aoulef
Aoulef là một đô thị thuộc tỉnh Adrar, Algérie. Dân số thời điểm năm 2002 là 15.229 người.